# سارا نیمیتس
سارا نیمیتس (انگلیسی: Sara Niemietz؛ ‎/ˈsærə ˈnɪmɪts/‎؛ زادهٔ ۷ ژوئن ۱۹۹۲) خواننده، ترانه‌سرا و بازیگر تئاتر، سینما و تلویزیون اهل ایالات متحده آمریکا است. وی از سال ۲۰۰۰ میلادی تاکنون مشغول فعالیت بوده‌است.
از فیلم‌ها یا مجموعه‌های تلویزیونی که وی در آن‌ها نقش داشته است می‌توان به دختران گیلمور و گلی اشاره نمود.